# TheaterGemeinde Berlin
Die TheaterGemeinde Berlin wurde 1963 als gemeinnütziger Verein gegründet. Ihr Anliegen ist es, Verständnis für alle Bereiche der Kultur zu wecken, das allgemeine Kulturinteresse zu stärken und zur Teilnahme am Kulturleben anzuregen.
Die TheaterGemeinde Berlin versteht sich als Mittlerin zwischen den ca. 150 Bühnen der Bundeshauptstadt, den Künstlern und dem Publikum. Mit derzeit 10.000 Mitgliedern ist sie eine der größten Besucherorganisationen Deutschlands. Bundesweit ist sie mit 11 weiteren örtlichen Theatergemeinden im Bund der Theatergemeinden vernetzt.

## Geschichte
1889 gründeten Otto Brahm, Samuel Fischer u. a. die Freie Bühne in Berlin, um als privater Theaterverein die strengen Zensur-Bestimmungen des Deutschen Reichs zu umgehen und Stücke mit sozialen Inhalten in „Privatvorstellungen“ spielen zu können. Aus ihr ging ein Jahr später die Freie Volksbühne Berlin hervor. Als kulturpolitische Bildungsorganisation der deutschen Arbeiterbewegung verfolgte sie zusätzlich das Ziel, Arbeitern und Geringverdienern den regelmäßigen Theaterbesuch zu sozialverträglichen Preisen zu ermöglichen. 1919 konstituierte sich als bürgerliche Gegengründung in Frankfurt am Main der Bühnenvolksbund, der seinen Hauptsitz bald nach Berlin verlegte. Zu seinen Prinzipien gehörte neben der sozialen (Abgabe preisermäßigter Theaterkarten) und der volksbildnerischen Komponente (Vermittlung eines vertieften Theaterverständnisses mittels regelmäßigen Theaterbesuchs und eigener Publikationen) die Idee einer einkommensunabhängigen Zuteilung der Theaterplätze nach dem Rotationssystem.
Das neue Modell der Besucherorganisationen rechnete sich für Kulturinteressierte wie Theater, weil durch die Abnahme großer Kartenkontingente und die Erschließung neuer Publikumsschichten Preisnachlässe möglich wurden, die die Organisationen an ihre Mitglieder weitergaben. Darum erlebten sie unter den schwierigen wirtschaftlichen Bedingungen nach dem Ersten Weltkrieg einen erneuten Aufschwung. In den 1930er Jahren wurden die Besucherorganisationen wie alle unabhängigen Vereine und Verbände gleichgeschaltet und schließlich liquidiert.
Nach Kriegsende erstanden auch die Besucherorganisationen wieder neu. Die Theatergemeinde in Köln knüpfte 1947 an die Grundsätze des Bühnenvolksbundes an. Es folgten Düsseldorf, Wuppertal, Frankfurt a. M., München, Karlsruhe, Augsburg und andere Städte. Durch die Gründung der TheaterGemeinde Berlin im Juni 1963 verlor die bereits seit 1947 wieder bestehende Freie Volksbühne ihre Monopolstellung im Westteil der Stadt. Zusätzlich zum ermäßigten Kartenpreis bot die TheaterGemeinde Berlin ihren Mitgliedern folgende Neuerungen an:
- freie Wahl der Stücke und Termine
- Zuteilung der Plätze nach einem Rotationssystem statt nach dem Losverfahren, d. h. bei der Distribution der Karten zu Abo-Einheitspreisen wird eine gerechtere Sitzplatzverteilung – abwechselnd in unterschiedlichen Preiskategorien – erreicht.
- keine jährlichen Vorauszahlungen. Stattdessen Bezahlung der jeweils bestellten Karten nach Erhalt
- Zusendung der Karten per Post

Diese Angebotsstruktur machte die TheaterGemeinde Berlin Ende der 1970er Jahre mit 30.000 Mitgliedern zur größten Abonnentengemeinschaft der Stadt. Mit ihrer Gründung beantragte die TheaterGemeinde Berlin beim Berliner Senat die Gewährung der gleichen Platzzuschüsse zum Theaterbesuch, wie sie die Mitglieder der Freien Volksbühne genossen. Der Antrag wurde 1964 wegen fehlender Haushaltsmittel abgelehnt. Eine Klage beim Verwaltungsgericht ergab ebenfalls ein negatives Ergebnis, das erst im Berufungsverfahren vom Oberverwaltungsgericht aufgehoben wurde. 1994 schaffte das Land Berlin direkte Platzzuschüsse für die Besucherorganisationen generell ab. Die subventionierten Theater sind seither gehalten, ihre Karten zu Sonderkonditionen an die Besucherorganisationen abzugeben.
1984 gründete die TheaterGemeinde Berlin die Besucherorganisation Hamburg, die sich zu einer wichtigen Größe im Hamburger Kulturleben entwickelte. Im Frühjahr 2008 erfolgte deren Entlassung in die Selbständigkeit. Die TheaterGemeinde Hamburg e. V. wird nunmehr als eigenständiger Verein geführt.

## Gegenwart
Die TheaterGemeinde Berlin bietet heute als Kulturdienstleister Information und Orientierungshilfe in dem mit über 150 Bühnen und Veranstaltungsorten sich ständig wandelnden Kulturangebot der Stadt. Sie ist nicht an ein Haus gebunden, sondern „überparteiisch“. Das Mitglied wählt aus monatlich ca. 900 Veranstaltungen und Terminen nahezu aller Berliner Bühnen und Kulturveranstalter (Oper, Ballett, Tanztheater, Musical, Schauspiel über Kinder- und Jugendtheater und Freie Szene bis zum Kabarett, vom klassischen bis zum Rock-Konzert) sein individuelles Kulturprogramm aus und erhält die Tickets per Post zugesandt. Außerdem bietet die TheaterGemeinde Ausstellungs- und Stadtführungen an und kooperiert mit über 70 namhaften Museen, Filmkunsttheatern und Restaurants. Auch hier erhalten Mitglieder der TheaterGemeinde Berlin Vergünstigungen. Darüber hinaus können die Mitglieder der TheaterGemeinde Berlin über die örtlichen Theatergemeinden in 11 deutschen Städten ebenfalls ermäßigte Theaterkarten beziehen.

## Medien
Als Informationsmedium gibt die TheaterGemeinde Berlin das Monatsmagazin Spielplan heraus, das den Mitgliedern kostenlos zugeschickt wird. Hier finden sich neben den Veranstaltungsangeboten jeden Monat redaktionelle Beiträge über theaterspezifische Ausstellungen, Bücher, CDs und DVDs. Sämtliche Informationen sowie Restkartenangebote finden sich tagesaktuell auch auf der Website der TheaterGemeinde Berlin. Mit Hilfe einer Such- und Bestellmaske können alle Kulturangebote gebucht werden.

## Preis-Verleihungen
Mit zwei jährlich verliehenen Preisen setzt die TheaterGemeinde Berlin stark beachtete Zeichen im Hinblick auf die öffentliche Wahrnehmung von herausragenden Regieleistungen sowie besonders talentierten Nachwuchsschauspielern. Diese Preise sind als Publikumspreise konzipiert, d. h.: Die Mitglieder der TheaterGemeinde selbst wählen die Preisträger direkt. Die Preise wurden gestiftet, um neben den Kritiker- und Experten-Jurys auch dem Publikum als dritter Kraft im Konzert der Meinungen eine deutliche und vernehmbare Stimme zu geben. Die Preise werden im Rahmen von Festveranstaltungen verliehen. Dort erhalten die Besucher Gelegenheit, mit den Darstellern, dem Regisseur und Vertretern des jeweiligen Theaters ins Gespräch zu kommen.

### Daphne-Preis
Mit dem Daphne-Preis macht die TheaterGemeinde Berlin auf herausragende junge Darsteller der Berliner Kulturszene aufmerksam. Der Preis wird seit 1976 verliehen. 2004 wurde der ehemalige Jury-Preis (Jury war der Vorstand der TheaterGemeinde Berlin) in einen Publikumspreis umgewidmet. Die Mitglieder der TheaterGemeinde Berlin ermitteln jedes Jahr aus drei Nominierungen des Vorstandes den Preisträger. Der Preis besteht aus einer Bronze-Skulptur des Bildhauers Karl-Heinz Krause. Sie stellt die von Apoll, dem Gott der Musen, begehrte Nymphe Daphne aus Ovids Metamorphosen dar. Bisherige Daphne-Preisträger waren:
- 2023: Penny Sofroniadou, Sängerin / Komische Oper Berlin
- 2019: Linn Reusse, Schauspielerin / Deutsches Theater Berlin
- 2018: Sina Martens, Schauspielerin / Berliner Ensemble
- 2017: Marcel Kohler, Schauspieler / Deutsches Theater Berlin
- 2016: Moritz Gottwald, Schauspieler / Schaubühne am Lehniner Platz
- 2015: Antonia Bill, Schauspielerin / Berliner Ensemble
- 2013: Sabin Tambrea, Schauspieler / Berliner Ensemble
- 2012: Dinu Tamazlacaru, Tänzer / Staatsballett Berlin
- 2011: Moritz Grove, Schauspieler / Deutsches Theater Berlin
- 2010: Lea Draeger, Schauspielerin / Schaubühne am Lehniner Platz
- 2008: Anna Prohaska, Sängerin / Staatsoper Unter den Linden
- 2007: Anna Samuil, Sängerin / Staatsoper Unter den Linden
- 2006: Michael Banzhaf, Tänzer / Staatsballett Berlin
- 2005: Christina Drechsler, Schauspielerin / Berliner Ensemble
- 2004: Polina Semionowa, Tänzerin / Staatsballett Berlin
- 2002: Gun-Brit Barkmin, Sängerin / Komische Oper Berlin
- 2001: Nicole Rößler, Musicaldarstellerin / Neuköllner Oper
- 1998: Michael Rissmann, Tänzer / Staatsoper Unter den Linden
- 1996: Anna Steffens, Schauspielerin / Maxim-Gorki-Theater
- 1992: Daniel Morgenroth, Schauspieler / Deutsches Theater Berlin
- 1992: Aneke Wehberg, Schauspielerin / Intimes Theater
- 1989: Sabine Sinjen, Schauspielerin / Schlosspark Theater
- 1987: Felix Martin, Musicaldarsteller / Kammerspiele Moabit
- 1984: Daniela Strietzel, Schauspielerin / Kammerspiele Moabit
- 1980: Tillmann Braun, Schauspieler / Schiller Theater
- 1979: Rainer Behrend, Regisseur / Tribüne
- 1978: Kaja Borris, Sängerin / Deutsche Oper Berlin
- 1976: Heribert Sasse, Schauspieler / Schiller Theater Werkstatt

### Aufführung des Jahres
Seit 1982 wählen die Mitglieder der TheaterGemeinde Berlin jährlich eine Berliner Neuinszenierung zur Aufführung des Jahres. Dabei können sie sowohl aus den Nominierungen des Vorstandes auswählen, als auch eigene Nennungen einbringen. Folgende Inszenierungen erhielten bisher die Auszeichnung:
- 2023 Die Möwe (Anton Tschechov), Insz.: Thomas Ostermeier / Schaubühne
- 2021 Die Dreigroschenoper (Bertolt Brecht), Insz.: Barrie Kosky / Berliner Ensemble
- 2018/19 Cry Baby (René Pollesch), Insz.: René Pollesch / Deutsches Theater Berlin
- 2017/18 Anatevka (Jerry Bock), Insz.: Barrie Kosky / Komische Oper Berlin
- 2016/17 Professor Bernhardi (Arthur Schnitzler), Insz.: Thomas Ostermeier / Schaubühne
- 2015/16 Terror (Ferdinand von Schirach), Insz.: Hasko Weber / Deutsches Theater Berlin
- 2014/15 Herbstsonate (nach dem Film von Ingmar Bergman), Insz.: Jan Bosse / Deutsches Theater Berlin
- 2013/14 Die kleinen Füchse (Lillian Hellmann), Insz.: Thomas Ostermeier / Schaubühne
- 2012/13 Ball im Savoy (Paul Abraham), Insz.: Barrie Kosky / Komische Oper Berlin
- 2011/12 Die spanische Fliege (Arnold und Bach), Insz.: Herbert Fritsch / Volksbühne am Rosa-Luxemburg-Platz
- 2010/11 Kinder der Sonne (M. Gorki), Insz.: Stephan Kimmig / Deutsches Theater
- 2009/10 Der Parasit oder Die Kunst sein Glück zu machen (F. Schiller), Insz.: Philip Tiedemann / Berliner Ensemble
- 2008/09 Der zerbrochne Krug (H. v. Kleist), Insz.: Peter Stein / Berliner Ensemble
- 2007/08 Kiss Me, Kate (C. Porter), Insz.: Barrie Kosky / Komische Oper Berlin
- 2006/07 Das Versprechen (F. Dürrenmatt), Insz.: Armin Petras / Maxim-Gorki-Theater
- 2005/06 Hedda Gabler (H. Ibsen), Insz.: Thomas Ostermaier / Schaubühne
- 2004/05 Wer hat Angst vor Virginia Woolf? (E. Albee), Insz.: Jürgen Gosch / Deutsches Theater Berlin
- 2003 Leonce und Lena (G. Büchner), Insz.: Robert Wilson / Berliner Ensemble
- 2002 Freunde zum Essen (D. Margulies), Insz.: Dietmar Pflegerl / Renaissance-Theater
- 2001 Die Glut (S. Marai), Insz.: Heribert Sasse / Schlossparktheater
- 2000 Ladies Night (S. Sinclair/A. McCarten), Insz.: Folke Braband / Tribüne
- 1999 Berlin Alexanderplatz (A. Döblin), Insz.: Uwe Eric Laufenberg / Maxim-Gorki-Theater
- 1998 Marlene (P. Gems), Insz.: Dietmar Pflegerl / Renaissance-Theater
- 1997 Hochzeit bei Zickenschulze (S. Thiesler/J.Wanjura), Insz.: Klaus J. Rumpf / Hansa-Theater
- 1996 Die Piraten (W.S. Gilbert/A. Sullivan), Insz.: Helmut Baumann / Theater des Westens
- 1995 Der aufhaltsame Aufstieg des Arturo Ui (B. Brecht), Insz.: Heiner Müller / Berliner Ensemble
- 1993 Hase Hase (C. Serreau), Insz.: Benno Besson / Schiller-Theater
- 1991 Die Feuerzangenbowle (H. Spoerl/W. Schröder), Insz.: Klaus J.Rumpf / Hansa-Theater
- 1989 Ab heute heißt du Sara! (V.Ludwig/D.Michel), Insz.: Uwe Jens Jensen / Grips-Theater
- 1988 Porgy and Bess (G. & I. Gershwin), Insz.: Götz Friedrich / Theater des Westens
- 1987 Cabaret (J. Kander/F. Ebb), Insz.: Helmut Baumann / Theater des Westens
- 1986 Linie 1 (V. Ludwig/B. Heymann), Insz.: Wolfgang Kolneder / Grips-Theater
- 1985 La Cage aux Folles (J. Herman/H. Fierstein), Insz.: Helmut Baumann / Theater des Westens
- 1984 Ghetto (J. Sobol), Insz.: Peter Zadek / Theater der Freien Volksbühne
- 1983 Der aufhaltsame Aufstieg des Arturo Ui (B. Brecht), Insz.: Heribert Sasse / Renaissance-Theater
- 1982 Die Durchreise (C. Flatow), Insz.: Jürgen Wölffer / Theater am Kurfürstendamm

## Veranstaltungen
Die TheaterGemeinde Berlin hat in Zusammenarbeit mit Berliner Bühnen spezielle Veranstaltungsreihen entwickelt, die den Besuchern die künstlerischen Entwicklungen und Arbeitsabläufe nahebringen. Jede der Reihen folgt einem eigenen Konzept. Die OPERNWERKSTATT zeigt im Rahmen eines Probenbesuches in der Deutschen Oper, wie eine Inszenierung entsteht und wie sie zu „lesen“ ist. Die Reihe BACKSTAGE in Zusammenarbeit mit der Komischen Oper Berlin ermöglicht (Ein)Blicke hinter die Kulissen einer Neu-Inszenierung und bietet spannende Begegnungen und Werkstattgespräche mit Mitgliedern des Produktionsteams. Die Veranstaltungen der jeweiligen Reihe finden jeweils drei bis vier Mal jährlich in unregelmäßigen Abständen statt und zeigen die Theatermacher in Aktion.

## Arbeitskreise
Die TheaterGemeinde Berlin bietet ihren Mitgliedern in ihren Arbeitskreisen Ballett (seit 1983), Musiktheater (seit 1983) und Schauspiel (seit 1987) unterschiedliche Foren zum jeweiligen Sachgebiet an. Bei gemeinsamen Vorstellungsbesuchen mit anschließenden Diskussionen mit den Produktions-Teams, durch Probenbesuche oder Gesprächstreffen zum Meinungsaustausch untereinander erhalten die Mitglieder über den Vorstellungsbesuch hinaus Hintergrundinformationen zu ihren jeweiligen Interessensgebieten.

## Kulturpolitik
Die TheaterGemeinde Berlin nimmt im Interesse ihrer Mitglieder laufend zu aktuellen kulturpolitischen Themen Stellung. Beispiele sind:
- 2008 plädierte sie in der Diskussion um die Generalsanierung der Berliner Staatsoper Unter den Linden für den modernen Zuschauerraum-Entwurf des Architekten Klaus Roth, der die derzeit auf vielen Plätzen bestehenden Sicht- und Hörbehinderungen beheben sollte.
- Im September 2008 wies die TheaterGemeinde Berlin anlässlich einer Anhörung im Berliner Abgeordnetenhaus (Ausschuss für Kulturelle Angelegenheiten) auf die unverzichtbare Vermittlerfunktion der Besucherorganisationen für die Berliner Kultur hin und erhielt dabei die Unterstützung des Regierenden Bürgermeisters von Berlin und Kultursenators, Klaus Wowereit. Sie stellte dar, dass Besucherorganisationen ihre Mitglieder zum Theaterbesuch anregen, durch günstige Kartenpreise den regelmäßigen Theaterbesuch ermöglichen und den Bühnen dadurch zusätzliches Publikum zuführen
- 2006 setzte sich die TheaterGemeinde Berlin für den Erhalt der Komödie und des Theaters am Kurfürstendamm ein, deren Existenz durch die Kündigung des Mietvertrages gefährdet war.
- 2003 appellierte die TheaterGemeinde Berlin an den Kultursenator, nach der Schließung des Schiller-, Metropol- und Schlosspark-Theaters sowie der Privatisierung des Theaters des Westens von weiterem Kulturabbau abzusehen.
- 2000 erhob die TheaterGemeinde Einspruch gegen die Einengung der drei Berliner Opernhäuser auf bestimmte Repertoire-Segmente, wie sie das Strukturpapier des damaligen Kultursenators, Prof. Dr. Christoph Stölzl, vorschlug und verwies dabei auf ihre Erfahrungswerte hinsichtlich der Bindung des Publikums an bestimmte Häuser und Ensembles.
- 1998 trat sie mit einem Gegen-Gutachten dem Senats-Gutachten Peter Stoltzenbergs entgegen, das im Rahmen einer Evaluierung der Berliner Privattheater-Szene zum Zwecke der Neuordnung der Zuschüsse aufgrund von Recherche-Fehlern unhaltbare Empfehlungen ausgesprochen hatte.

## Sponsoring
Auch durch ihre Sponsoring-Aktivitäten gestaltet die TheaterGemeinde Berlin das Kulturleben der Stadt mit.
- 2015 ermöglichte die TheaterGemeinde Berlin durch eine finanzielle Zuwendung den Bau von zwei neuen Theaterfiguren für das Puppentheater-Museum Berlin.
- 2014 förderte die TheaterGemeinde Berlin die Instandsetzung des Tänzerinnenbrunnes von Georg Kolbe (Georg Kolbe Museum).
- 2009, 2010 und 2011 unterstützte die TheaterGemeinde Berlin als einer der Hauptsponsoren die „Lange Nacht der Opern und Theater“ in Berlin.
- 2006, 2008 und 2010 unterstützte sie durch finanzielle Zuwendungen den International Dance Summit des Staatsballetts Berlin.
- 2005 finanzierte sie die Restaurierung und öffentliche Hängung eines zeitgenössischen Porträts des großen Berliner Theater-Reformers August Wilhelm Iffland (1759–1814), da die Generaldirektion Preußischer Kulturbesitz keine Mittel dafür frei machen konnte. Das bedeutende Porträt wurde im Mai 2005 an seinem alten Aufstellungsort in der Kassenhalle des ehemaligen Schauspielhauses am Gendarmenmarkt (dem heutigen Konzerthaus) – dem Ort des Wirkens von Iffland – der Öffentlichkeit wieder zugänglich gemacht. Derzeit befindet sich das Gemälde aufgrund neu aufgetretener Schäden wieder in Restaurierung.